# Голубицкий сельсовет
Голубицкий сельсовет — административная единица на территории Петриковского района Гомельской области Республики Беларусь. Административный центр — деревня Голубица.

## Состав
Голубицкий сельсовет включает 11 населённых пунктов:
- Белин — деревня
- Вышелов — деревня
- Голубица — деревня
- Мордвин — деревня
- Снядин — деревня
- Судибор — деревня
- Рубча — деревня
- Славинск — деревня
- Славинск — посёлок
- Торгошин — деревня
- Турок — деревня